# Sorvente
Sorvente (em latim sorbens - absorvente) são sólidos ou líquidos que absorvem seletivamente gases, vapores ou substâncias dissolvidas do ambiente. Dependendo da natureza da sorção, é feita uma distinção entre um sorvente - um corpo que forma uma solução  sólida ou líquida com a substância absorvida, e adsorventes  - um corpo que absorve (engrossa) a substância em sua superfície (geralmente altamente desenvolvida), e absorventes químicos que ligam a substância absorvida, entrando em uma interação química com ela. Um grupo separado consiste em sorventes de troca iônica, que absorvem íons de um tipo de soluções e liberam uma quantidade equivalente de íons de outro tipo na solução. Carvão ativado, gel de sílica, óxido de alumínio , dióxido de silício, várias resinas de troca iônica, ftalato de dibutila, etc. são amplamente utilizados.
Os sorventes sólidos são divididos em grânulos e fibra têxtil.

## Aplicação na indústria
Os sorventes são usados como meios padrão para a segurança ambiental - por exemplo, em postos de gasolina, para a purificação de água industrial usada na indústria. Além disso, sorventes são usados para eliminar as consequências de derramamentos de óleo.
Peneiras moleculares de carbono de sorventes são usadas na indústria em plantas de separação de gases, operando pelo método de adsorção por oscilação de pressão (PSA). 

## Aplicação na medicina
Sorventes e enterosorbentes são usados na prevenção e tratamento de diversas doenças.
No tratamento não cirúrgico de doenças oncológicas, utiliza-se a quimioembolização transarterial com microesferas constituídas por um polímero adsorvente saturado com um medicamento citostático que é gradualmente dessorvido no tecido afetado pelo tumor.
O uso de sorventes naturais na luta contra a endotoxicose está se desenvolvendo rapidamente. Se em meados do século XX, nos primeiros estágios, estes eram sorventes de carbono e seus análogos modificados, então seu número começou a crescer. A esmagadora maioria dos sorventes agora são obtidos a partir de materiais vegetais, ou mais precisamente das membranas das células vegetais ou do estroma das plantas. Os resultados da terapia eferente com a participação de sorventes do primeiro tipo são polyphepan, lignosorb e microcel.

## Classificação de sorventes
- Adsorventes de carbono baseados em materiais naturais e sintéticos (carvões ativados, incluindo formas de comprimidos; fibras de carvão ativado);
- Géis de sílica;
- Zeólitos;
- Alumogéis;
- Aluminossilicatos;
- Outros sorventes inorgânicos;
- Materiais de troca iônica;
- Sorventes organominerais e compostos;
- Absorventes líquidos (água, óleos);
- Sorventes orgânicos sintéticos e naturais (polimetilsiloxano poli-hidratado, polysorb, enterodes, enterosorb; ligninas em várias modificações - polyphepan; quitina, quitosana; celulose), pectinas.